# Die Heartbreakers
Pour les articles homonymes, voir Heartbreaker.
Ne doit pas être confondu avec The Heartbreakers (groupe).
Pour plus de détails, voir Fiche technique et Distribution.
Die Heartbreakers est un film allemand réalisé par Peter F. Bringmann (de), sorti en 1983.

## Synopsis
Dans la Ruhr en 1966, le beat a balayé l'Allemagne de l'Ouestet de nombreux groupes amateurs imitent leurs modèles. Les amis Freytag, Schmittchen, Uwe et Guido fondent le groupe Die Heartbreakers à Recklinghausen. Pico, âgé de 14 ans, devient leur manager avec l'objectif de les rendre aussi performants que les Beatles ou les Rolling Stones. La jolie Lisa aussi veut vraiment faire partie du groupe. Cependant, les gars sont d'avis qu'une fille ne peut pas faire partei d'un groupe de beat. En même temps, Lisa a un problème avec son père violent. Avant qu'il ne la batte, elle s'enfuit chez Freytag, qui veut être adulte et cool mais ne sait pas encore exprimer ses sentiments. Pico organise un premier concert à l'auberge de son oncle à Haltern. Cependant, le concert s'avère être un flop, car les clients bourgeois du pub préfèrent le schlager au rock bruyant. Pour aggraver les choses, le système d'amplification du groupe est volé. Ils n'ont donc aucune chance de s'imposer face à leurs concurrents les plus coriaces, Die Lightnings, groupe de Herne, au Ruhr Beat Festival, un festival pour des groupes amateurs. Lisa, tombée amoureuse de Freytag, est devenue par défi la chanteuse des Lightnings qui remporte le concours. Freytag voit enfin qu'il a fait une erreur en tant que leader de groupe et en tant qu'ami de Lisa.

## Fiche technique
- Titre original : Die Heartbreakers
- Réalisation : Peter F. Bringmann (de) assisté de Werner Masten (de)
- Scénario : Matthias Seelig (de)
- Musique : Lothar Meid
- Direction artistique : Toni Lüdi
- Costumes : Claudia Bobsin
- Photographie : Helge Weindler (de)
- Son : Gunther Hahn
- Montage : Annette Dorn (de)
- Production : Michael Wiedemann (de)
- Société de production : Tura-Film, Pro-ject Filmproduktion
- Société de distribution : Filmverlag der Autoren
- Pays d'origine :  Allemagne de l'Ouest
- Langue : Allemand
- Format : Couleur - 1,66:1 - Dolby - 35 mm
- Genre : Musical
- Durée : 115 minutes
- Dates de sortie :
  -  Allemagne de l'Ouest : 21 janvier 1983.
  -  Royaume-Uni : 27 avril 1984.

## Distribution
- Sascha Disselkamp (de) : Freytag
- Maria Ketikidou (de) : Lisa
- Michael Klein : Pico
- Uwe Enkelmann (de) : Schmittchen
- Mark Eichenseher : Uwe Horn
- Rolf Zacher : le père de Lisa
- Esther Christinat (de) : Sieglinde
- Hartmut Isselhorst : Guido Fischer

## Production
Le film est réalisé pendant l'été 1982 à Recklinghausen. Le journaliste sportif Werner Hansch (de) tient le rôle d'un directeur de restaurant.
Les chansons Bring it on home to me et la chanson gagnante Lisas Song, présentée dans le film par l'actrice Mary Ketikidou, sont en fait interprétées par Ingeburg Thomsen (de). Matthias Kartner, David Hanselmann (de), Kim Merz et les groupes Pille Palle et Ötterpötter de Berlin chantant sous le nom de 'Die Fünf Tornados', X-Rays de Dortmund sous le nom de Die Lightnings et le groupe de rock Treff de Herne sous le nom de Die Short Boys. Il n'y a pas de véritable groupe derrière le groupe qui s'appelle Die Raiders. Le Quartettverein Stahl und Eisen 1934 de Dortmund fait une apparition dans le film.
Au box-office national, il figure dans le top 100 de 1983 avec 287 132 spectateurs.

## Récompenses
- Deutscher Filmpreis 1983 : Filmband in Silber[4].
- Gilde-Filmpreis (de) 1984 : Deutscher Film in Silber.
- Bayerischer Filmpreis 1984 : Meilleure production espoir.